# Aarup Station
Aarup Station er en jernbanestation på den fynske hovedbane beliggende i Aarup på Fyn mellem Odense og Middelfart. Den første stationsbygning blev indviet i 1865 i forbindelse med banens åbning. Den nuværende stationsbygning blev indviet i 1995.
Den 7. januar 1945 blev et passagertog fra Aarhus mod København beskudt af allierede jagerfly. 14 blev dræbt og flere end 31 såret.